# Weidner 70 S

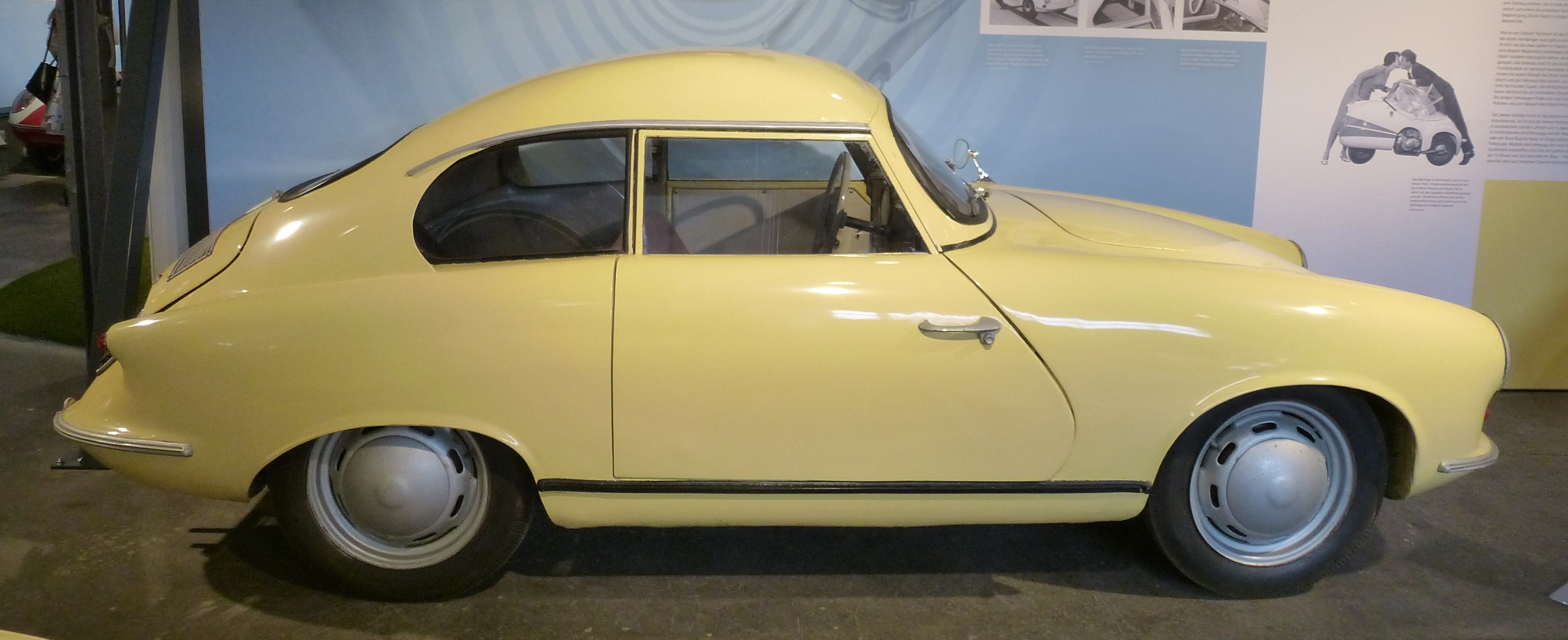
Seitenansicht

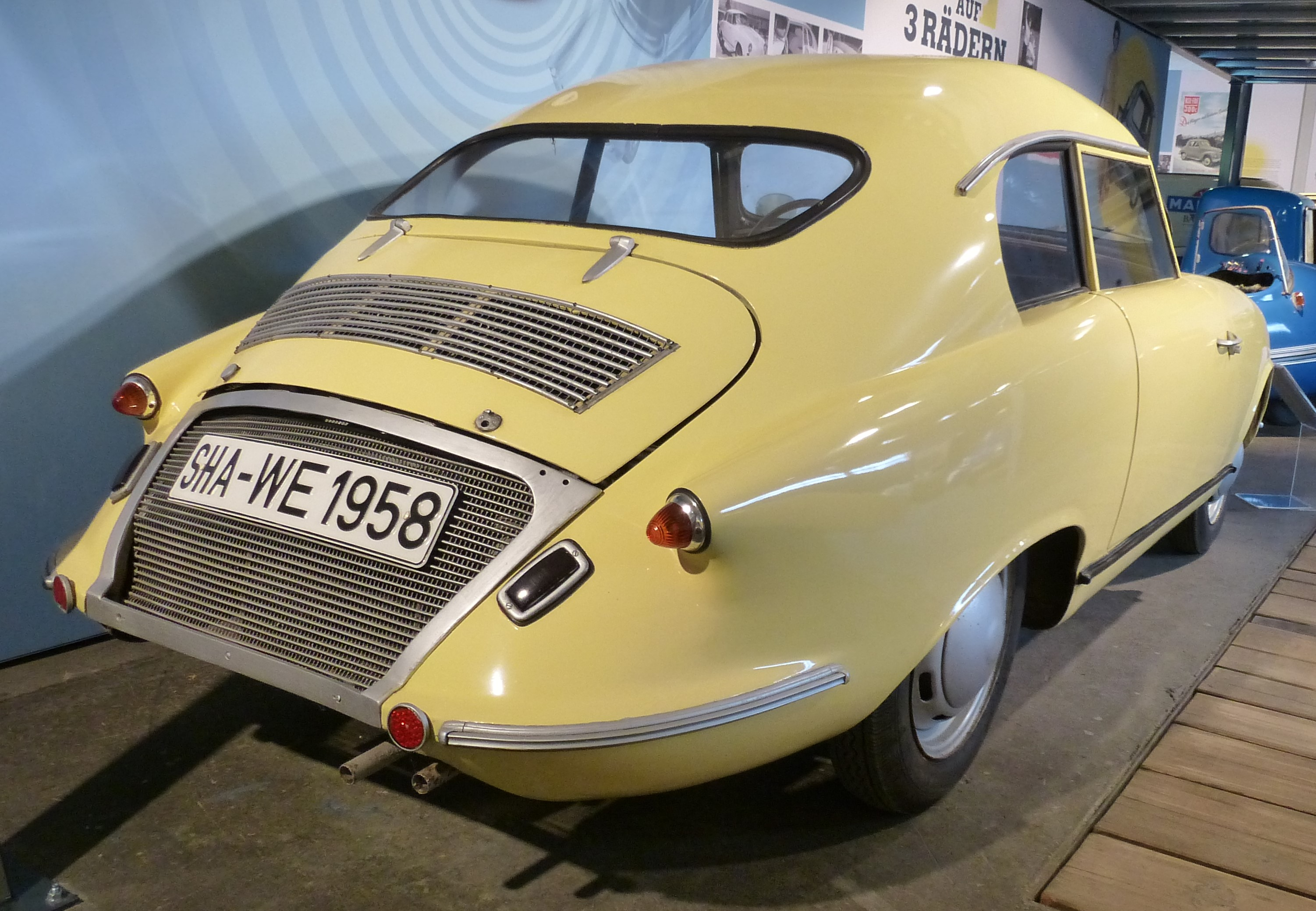
Heckansicht

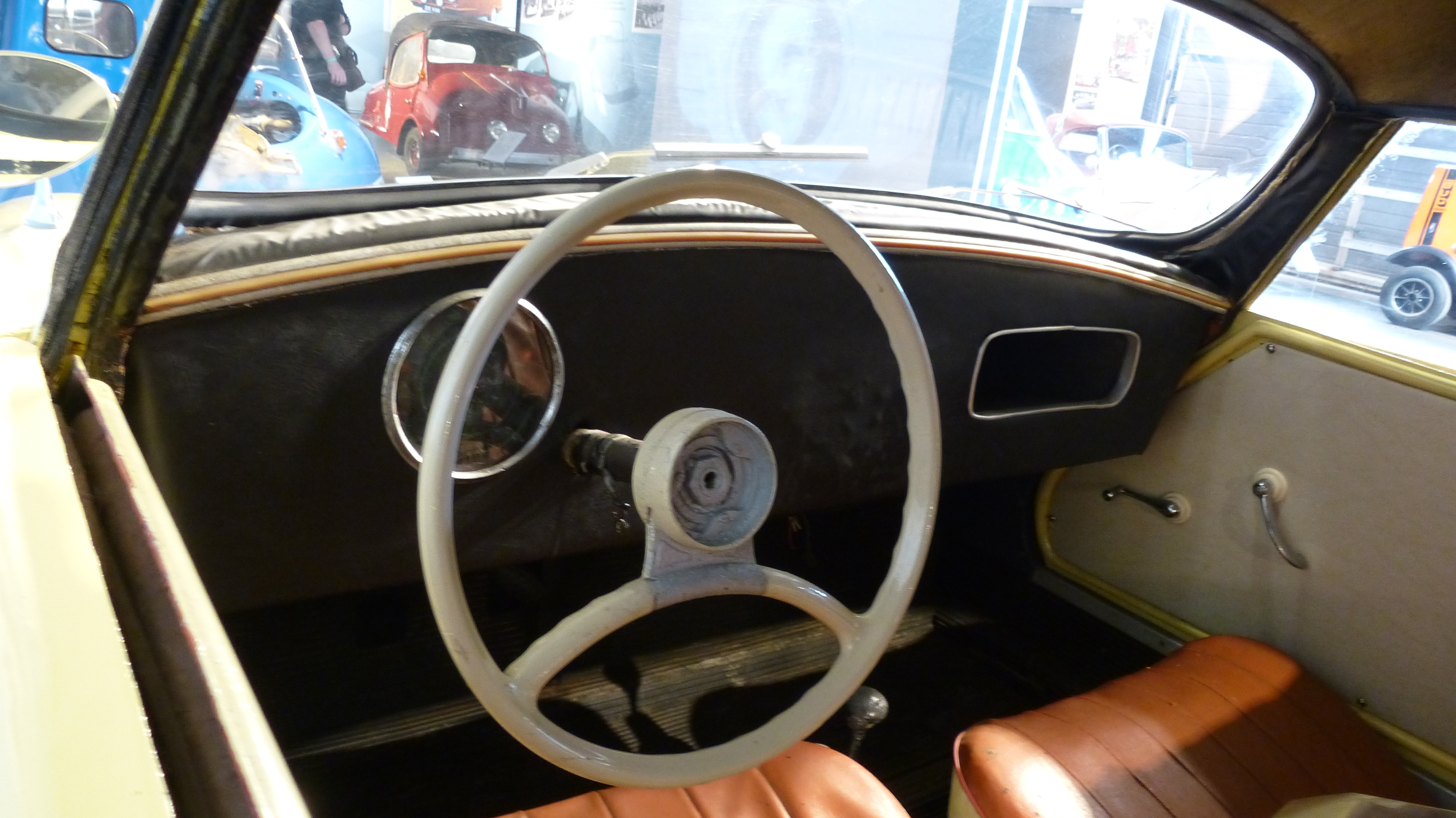
Interieur

Der Weidner 70 S war ein Personenkraftwagen der 1950er Jahre. Alternative Bezeichnungen lauteten Weidner Viper, Weidner Condor und Weidner S 70. Hersteller war das Fahrzeugwerk Weidner aus Schwäbisch Hall.

## Entwicklungsgeschichte
Hans Trippel hatte vor dem Zweiten Weltkrieg das Trippelwerk und danach die Protek Gesellschaft für Industrieentwicklungen geleitet. Er entwarf sportliche Kleinwagen. Sie wurden teilweise als Trippel vermarktet. Lizenznehmer waren Automobiles Marathon aus Frankreich und Ateliers de Constructions Mécaniques Ch. Wilford et Fils aus Belgien.
Der Trippel 750 erschien im Februar 1956. Das Coupé hatte eine auffallende vordere Panoramascheibe. Willi Kirchhammer, der vorher bei der Messerschmitt AG tätig war, ließ fünf Fahrzeuge bei Weidner fertigen. Daraufhin übernahm Weidner eine Lizenz für das Fahrzeug, entwickelte es weiter und präsentierte es im März 1957 auf dem Genfer Auto-Salon. Kirchhammer vertrieb die Fahrzeuge.
Das Fahrzeug wurde erst Condor genannt. Nach wenigen Wochen erfolgte die Umbenennung in Viper. Beide Namen waren jedoch geschützt. Dann hieß das Fahrzeug 70 S, wie in einem Prospekt nachzulesen. Es findet sich aber auch die Bezeichnung S 70.
Pläne beliefen sich auf 400 Fahrzeuge monatlich. Diese Zahl wurde nicht erreicht. Mehrere Quellen nennen übereinstimmend 200 Fahrzeuge. Andere Quellen nennen 20, 130 oder 180 Fahrzeuge.
Im Dezember 1958 endete die Produktion.

## Beschreibung
Die Basis bildete ein Zentralrohrrahmen. Das Fahrgestell hatte 204 cm Radstand und 120 cm Spurweite.
Darauf wurde eine geschlossene Karosserie montiert. Binz aus Lorch fertigte die Karosserien aus Kunststoff. Das Coupé hatte zwei seitliche, hinten angeschlagene Türen. Gegenüber dem Trippel war die Windschutzscheibe nur leicht gebogen. Außerdem waren die Scheinwerfer höher angeordnet. Am Heck waren kleine Heckflossen, die die Rückleuchten aufnahmen.
Die Fahrzeuge waren 385 cm lang, 152 cm breit und 130 cm hoch. Das Leergewicht war mit 720 kg angegeben.
Die Ernst Heinkel AG lieferte den Motor. Es war ein Dreizylinder-Zweitaktmotor. 66 mm Bohrung und ebenfalls 66 mm Hub ergaben 677 cm³ Hubraum. Er war wassergekühlt und leistete 32 PS. Er war im Heck des Fahrzeugs eingebaut und trieb über ein voll synchronisiertes Vierganggetriebe von Getrag die Hinterräder an. Die Höchstgeschwindigkeit war mit 135 km/h angegeben.
Der Neupreis betrug 7500 DM.

## Noch existierende Fahrzeuge
Der Journalist Erik Eckermann erwarb nach eigenen Angaben im April 1971 ein Fahrzeug von einem Schrottplatz in München. Später war dieses Fahrzeug in Köln. Der weitere Verbleib ist nicht bekannt.
Eckermann rettete im Dezember 1968 ein weiteres Fahrzeug vor der Zerstörung. Es war 1975 in der Oldtimer-Gasse von Gerhard von Raffay in Hamburg ausgestellt und danach lange Zeit im Automuseum Störy. Inzwischen gehört das ockergelbe Fahrzeug dem PS-Speicher in Einbeck. Seit Juni 2018 ist es in der Sonderausstellung für Kleinwagen ausgestellt.
Otfried Jaus aus Mittelbrüden bei Backnang besaß zwei Fahrzeuge in einem sehr schlechten Zustand. Der Fernsehsender Südwestrundfunk berichtete am 1. Januar 2015 darüber. Später kaufte der Sammler Uwe E. Weidner beide Fahrzeuge. Eines ist rot und eines grün.
Tom’s Body Shop aus Lancaster in Kalifornien hat ein Fahrzeug restauriert. Eine andere Quelle sagt, dass sich ein Weidner 70 S in den USA befinden soll. Ein rotes Fahrzeug gehört zum Lane Motor Museum in Nashville in Tennessee.
Ein Fahrzeug soll sich in England befinden.